# Who I Am Hates Who I've Been
«Who I Am Hates Who I've Been» es el segundo sencillo de la banda de rock cristiano Relient K de su álbum Mmhmm. Una versión acústica, grabado originalmente para Apathetic EP se incluye en el lado B. Fue incluido en 2008 en el álbum The Bird and the Bee Sides. El video musical entró en el Top 10 del TRL en 2005, ubicándose en el puesto número 8. La canción alcanzó el número 58 en US Billboard Hot 100, por lo que es su sencillo más exitoso hasta la fecha. Esta canción también aparece en el álbum de la compilación de música cristiana, WOW Hits 2007.
- Datos: Q6148244